# Julián Padrón
Julián Padrón (n. San Antonio de Maturín, estado Monagas; 8 de septiembre de 1910 - f. Caracas; 2 de agosto de 1954) fue un escritor, periodista y abogado venezolano.

## Biografía
Julián Padrón nació en San Antonio de Maturín, estado Monagas el 8 de septiembre de 1910. Cursó la primaria en escuelas particulares de Cumaná, estado Sucre. Estudió secundaria en el Liceo Andrés Bello de Caracas. Padrón obtuvo el título de Bachiller en Filosofía en 1929. 
En 1935, Padrón recibió los títulos de abogado y de doctor en ciencias políticas. El primero lo consiguió en la Corte Suprema del entonces Distrito Federal. El segundo lo obtuvo en la Universidad Central de Venezuela. En esa misma universidad él se graduó de licenciado en 1944 en las carreras diplomática y consular.
Julián Padrón inicia su carrera literaria al escribir para la revista Válvula en 1928 y seguidamente en la revista Elite en 1929, ambas publicaciones en la capital venezolana, Caracas. Después fundó y dirigió la gaceta literaria El Ingenioso Hidalgo junto a Arturo Uslar Pietri, Pedro Sotillo y Bruno Plá. Esa gaceta, iniciada en 1935, duró poco tiempo.
Padrón trabajó en el periodismo como fundador y redactor del diario Unidad Nacional a principios de 1936. Además fue colaborador del diario El Universal entre 1945 y 1947, así como de otros periódicos y revistas venezolanas.
Julián Padrón fue presidente de la Asociación de Escritores Venezolanos en 1937 y en 1940; director-fundador de los cuadernos literarios de la asociación antes mencionada y director de la Comisión de Literatura del Ateneo de Caracas en 1940. También dirigió la revista Shell desde 1952 hasta 1954.
Julián Padrón murió en Caracas el 2 de agosto de 1954.

## Obras literarias
Novelas
- La guaricha (1934)
- Madrugada (1939)
- Clamor campesino (1945)
- Primavera nocturna (1950)
- Este mundo desolado (1954)

Cuento
- Candelas de verano (1937)
- El desterrado
- El Capitán Silvano
- Penélope
- Lázaro
- Manrufo
- Insolación
- El negro Gertrudis
- Biografía de un niño

Comedia dramática
- Fogata (1938)

Sainete
- Parásitas negras (1939)

Antologías
- Antología del cuento moderno venezolano (en colaboración con Arturo Uslar Pietri, 1940)
- Cuentistas modernos (1945)

En el año 2010 con motivo de su centenario y por iniciativa de la Red de Bibliotecas e Información del Estado Monagas (REDBIM), se reeditaron sus cuentos en el libro Candelas de verano y otros cuentos (2010), sus cinco novelas: La Guaricha, Madrugada, Clamor Campesino, Primavera Nocturna, Este mundo desolado (2010).

## Honores
La biblioteca pública central de Maturín lleva el nombre de Julián Padrón. En 1.979, fue reubicada de la Calle Sucre a la Avenida Orinoco con Av., Libertador. Se constituyò en espacio maravilloso para la investigaciòn, el estudio y la recreaciòn. Contaba con una Hemeroteca de Primer nivel y un salòn de audio para el estudio de idiomas, entre otros. Su sala de lectura era impresionante: Cientos de jòvenes hacìan uso de aquel tesoro en correcto orden, hasta que el tiempo nos hizo alcanzar por la oscurana de la barbarie. Hoy, es un despojo en ruinas sin dolientes. 
En honor a su centenario, en el año 2010, se crea la Bienal Julián Padrón, por la Red de Bibliotecas e Información del Estado Monagas (REDBIM) y otras instituciones.